# Римский-Корсаков, Олег Петрович
Олег Петрович Римский-Корсаков (7 марта 1906, Кронштадт ― 31 января 1942, Ленинград) ― русский советский филолог, педагог, музыкант.

## Биография
Родился 7 марта 1906 г. в Кронштадте в семье морских офицеров. Его отец Пётр Войнович Римский-Корсаков — контр-адмирал, в 1913—1917 гг. был начальником Владивостокского порта, после революции преподавал в Военно-морском училище, умер в 1927 г. Мать — Мария Григорьевна (урождённая Бутакова), дочь адмирала Г. И. Бутакова.
Посещал Коммерческое училище во Владивостоке, когда там служил его отец, окончил среднее образование в Петрограде в гимназии Карла Мая в 1923 году. Рано обнаружив музыкальные способности, в 1917 году поступил в консерваторию на исполнительский факультет дирижёрского отделения. Специализировался в классе профессора Н. А. Малько, который отзывался об Олеге Петровиче как одном из своих лучших подопечных. Революция 1917 года послужила причиной к перерыву в получении музыкального образования; тем не менее, окончив советскую единую трудовую школу II ступени, он в 1922 г. вновь вернулся в консерваторию. Обучался у известных профессоров М. О. Штейнберга, А. В. Гаука, А. В. Оссовского. Окончив Ленинградскую консерваторию в феврале 1931 г., Римский-Корсаков освоил три музыкальные специальности: фортепиано, композиция (окончил в 1929 г.) и оперно-симфоническое дирижирование (окончил в 1931 г.).
Обучение в консерватории успешно совмещал с занятиями в Ленинградском государственном университете. В 1928 г. закончил романо-германский цикл историко-лингвистического факультета ЛГУ специальности переводчика. В 1935 году начал педагогическую работу на кафедре романо-германской филологии ЛГУ. Будучи ассистентом, О. П. Римский-Корсаков вёл занятия как со студентами-филологами, так и с историками. С 1939 г. занимал должность старшего преподавателя. Известный иранист-филолог А. Н. Болдырев, лично знавший Олега Петровича, характеризовал его как «прелестного весельчака».
С началом Великой Отечественной войны Римский-Корсаков вступил в народное ополчение. Был наблюдателем штаба 1-го пулеметного батальона в дивизии народного ополчения Василеостровского района Ленинграда. В конце сентября 1941 г. возвратился в университет, где продолжил научно-педагогическую деятельность.
Погиб от голода и лишений зимой 1942 г. Андрей Петрович Римский-Корсаков, брат Олега, сообщал в письме в начале февраля 1942 г.: «31-го января ночью скончался в госпитализаторе от истощения наш хороший Лешик». Из списков сотрудников ЛГУ О. П. Римский-Корсаков был исключен приказом ректора от 28 февраля 1942 г. Узнав о смерти братьев Римских-Корсаковых (Олега Петровича и Андрея Петровича) академик Василий Михайлович Алексеев (китаист) писал следующее: «И Олег Петрович, и Андрей Петрович были мне по духу близки до родственной нежности. ... В обоих братьях была глубокая культура, редко встречаемая во всей своей полноте».